# Rehabilitationssport
Rehabilitationssport, kurz Rehasport, ist eine für behinderte und von einer Behinderung bedrohte Menschen entwickelte Leistung mit dem Ziel, die Betroffenen auf Dauer in das Arbeitsleben und in die Gesellschaft einzugliedern.
Rehabilitationssportler werden später oft im Behindertensport aktiv.

## Therapie-Konzept
Rehasport wirkt mit den Mitteln des Sports und sportlich ausgerichteter Spiele ganzheitlich auf die Betroffenen mit Handicap ein.  Ziel ist, die Ausdauer und Kraft zu stärken, Koordination zu verbessern und das Selbstbewusstsein insbesondere auch von weiblichen Teilnehmern zu stärken.  Dies wird in Gruppen, angeleitet durch speziell ausgebildete Übungsleiter erreicht. Rehabilitationssportarten sind Gymnastik, Leichtathletik, Schwimmen, Bewegungsspiele in Gruppen, wobei geeignete Elemente anderer Sportarten (z. B. Judo, Karate, Taekwan-Do, Jiu-Jitsu, Entspannungsübungen) eingebaut werden können,

## Sozialleistung
Beim Rehasport handelt es sich um eine ergänzende Maßnahme nach § 64 Abs. 1 Nr. 3 und 4 des Neunten Buches Sozialgesetzbuch (SGB IX). Er wird primär von den Krankenkassen mit dem Ziel der Hilfe zur Selbsthilfe zur Verfügung gestellt und über einen begrenzten Zeitraum bewilligt. Seit Inkrafttreten des SGB IX zum 1. Januar 2001 besteht ein Rechtsanspruch auf Kostenübernahme für den Rehabilitationssport. Bis zu diesem Zeitpunkt war die Kostenübernahme eine Ermessensleistung.
Die Kostenträger des Rehabilitationssports können eine gesetzliche Krankenkasse, die Rentenversicherung oder die Unfallversicherung sein. Die Dauer der Maßnahmen reichen von 6 Monaten bis zu 36 Monaten und sind mit der jeweiligen Indikation verknüpft.
Ein weiteres Ziel neben der Rehabilitation ist die Hilfe zur Selbsthilfe, d. h. der Übende soll trainiert und motiviert werden, nach dem Ablauf der Leistung weitere Übungen in Eigenverantwortung durchzuführen.

## Verordnung und Genehmigung
Verordnet werden können als Erstverordnung durch einen KV-zugelassenen Arzt:
- 50 Übungseinheiten in 18 Monaten (Regelfall)
- 120 Übungseinheiten in 36 Monaten (nur bei festgelegten bzw. chronischen Erkrankungen möglich)[5].

Diese erfolgen zu festen Zeiten in durch entsprechend qualifizierte Übungsleiter geleiteten Gruppen von max. 15 Teilnehmern, i. d. R. ein- bis zweimal pro Woche (je nach Empfehlung). Die ärztlich überwachten   Übungseinheiten dauern jeweils mindestens 45 Minuten (Herzsportgruppen bis 20 Teilnehmer mind. 60 Minuten).
Rehabilitationssport ist vor dem Beginn durch den Rehabilitationsträger zu bewilligen (Antrag durch Verordnungsformular); dies gilt auch für Folgeverordnungen, die extra zu begründen sind.
Im Anschluss an eine stationäre medizinische Rehabilitation kann Rehasport durch den verantwortlichen Arzt der Rehaklinik für die Dauer von sechs bis (in speziellen, begründeten Fällen) 24 Monaten verordnet werden. Kostenträger ist dann die Rentenversicherung, wobei keine weitere Genehmigung erforderlich ist.

## Anbieter – Anerkennung der Gruppen – Kostenträger
Der Rehabilitationssport wird grundsätzlich von gemeinnützigen Vereinen angeboten; in einigen Bundesländern, bspw. Saarland und Bayern, gibt es einzelne Angebote von gewerblichen Anbietern.
Leiter der Gruppen können nur lizenzierte Fachübungsleiter sein. Eine Trainerlizenz ist begrenzt gültig und muss in bestimmten Abständen aufgefrischt werden.
Die Anerkennung der Gruppen bzw. Vereine erfolgt durch die jeweiligen landesspezifischen Behindertensportverbände, in Bayern durch die ARGE Rehabilitationssport.
Basis für die Anerkennung als Sozialleistung ist die Rahmenvereinbarung in der Neufassung vom 1. Oktober 2007 zwischen
- Gesetzlichen Krankenkassen,
- Gesetzlicher Unfallversicherung,
- Gesetzlicher Rentenversicherung und Alterssicherung der Landwirte,
- Kriegsopferversorgung

als Kostenträger und
- dem Bundesselbsthilfeverband für Osteoporose,
- dem Deutschen Behindertensportverband,
- der Deutschen Gesellschaft für Prävention und Rehabilitation von Herz- und Kreislauferkrankungen
- der Deutschen Rheuma-Liga Bundesverband.

Demnach ist der Rehasport für die Teilnehmenden kostenfrei ohne Zuzahlung. Eine Mitgliedschaft bzw. entsprechende Zwangsbindung über einen bestimmten Zeitraum sowie die Verpflichtung zur Inanspruchnahme von Zusatzleistungen darf vom Anbieter nicht gefordert werden. Dies ist zwar wünschenswert, aber stets freiwillig.
Am 1. Januar 2011 trat die neue Rahmenvereinbarung über den Rehabilitationssport und Funktionstraining in Kraft. Danach sind Übungen an technischen Geräten, die zum Muskelaufbau oder zur Ausdauersteigerung dienen (z. B. Sequenztraininggeräte, Seilzüge, Hantelbänke/Freihanteln, geführte Krafttrainingsgeräte, Laufbänder, Rudergeräte, Crosstrainer etc.) mit Ausnahme des Trainings auf Radergometern in Herzsportgruppen definitiv vom Rehabilitationssport ausgeschlossen. Nach der neuen Regelung ist Gerätetraining kein Bestandteil des Rehabilitationssports und kann bzw. darf somit nicht im Rahmen dessen mit Krankenkassen oder der Deutschen Rentenversicherung abgerechnet werden.
Als zusätzliche Leistung des Vereins bzw. Anbieters wird durch diese oft ein adaptives bzw. aufbauendes Gerätetraining sowie erweiterte Kursgestaltungen angeboten (nur parallel im Gültigkeitszeitraum einer Verordnung). Da diese Leistung separat sowohl zeitlich als auch räumlich getrennt von krankenkassenfinanzierten Rehabilitationssport erfolgt, ist deren Inanspruchnahme auf freiwilliger Basis und von einer privaten Zuzahlung bzw. Mitgliedschaft abhängig. Die Höhe der Zuzahlung hängt vom jeweiligen Umfang und des Anbieters ab und ist frei wählbar. Mit Ablauf, Abrechnung oder Aufhebung der Verordnung endet diese automatisch und bindet den Teilnehmer für keinen längeren Zeitraum. Ein Anspruch auf Leistung über diesen Zeitraum hinaus besteht nicht.
Bislang ließ auch die alte Fassung der Rahmenvereinbarung kaum Raum für Gerätetraining als Teil des Rehabilitationssports. Maximal als Ergänzung und auch nur, wenn dieses nicht vorrangig oder gar ausschließlich durchgeführt wurde. Trotzdem wird Gerätetraining oft von Krankenkassen – wenn vom Arzt als solches teilweise oder ausschließlich in der Verordnung angeführt – überwiegend genehmigt. Insofern sind diese Verordnungen als fehlerhaft im Sinne der Rahmenvereinbarung einzustufen. Anbieter nehmen in solchen Fällen gerne Kontakt mit den Verbänden auf und weisen auf fehlerhafte Genehmigungen hin. Des Weiteren wird dem Verband oft eine Kopie der entsprechenden Verordnung zugestellt (ohne Namen bzw. Versichertennummer des Mitglieds), damit auch dieser die jeweilige Krankenkasse und den Arzt nachhaltig auf die Pflicht einer korrekten Genehmigung von Verordnungen hinweisen kann.
Die Teilnehmer haben einen Anspruch auf Teilnahme an formal und inhaltlich richtigen Angeboten des Rehabilitationssports. Einen Anspruch auf bestimmte Übungsformen, Gruppen und Gerätetraining jedoch haben sie nicht.

## Fahrkosten
Ein Anspruch behinderter Menschen auf Erstattung von Kosten für Fahrten zum Rehabilitationssport durch die GKV besteht grundsätzlich nicht, da Rehasport sog. ergänzende Leistung ist kraft Gesetzes nach § 64 Abs. 1 Nr. 3 SGB IX, die jedoch nicht durch weitere „ergänzende Leistungen“ wie Reisekosten (Fahrkosten) nach § 64 Abs. 1 Nr. 5 SGB IX ergänzbar ist (BSG, 22.04.2008 - B 1 KR 22/07 R). Etwas anderes kann aber im Rahmen der Eingliederungshilfe gelten (RehaTreff, Heft Nr. 4/2011).